# Katholieke Kerk in Finland

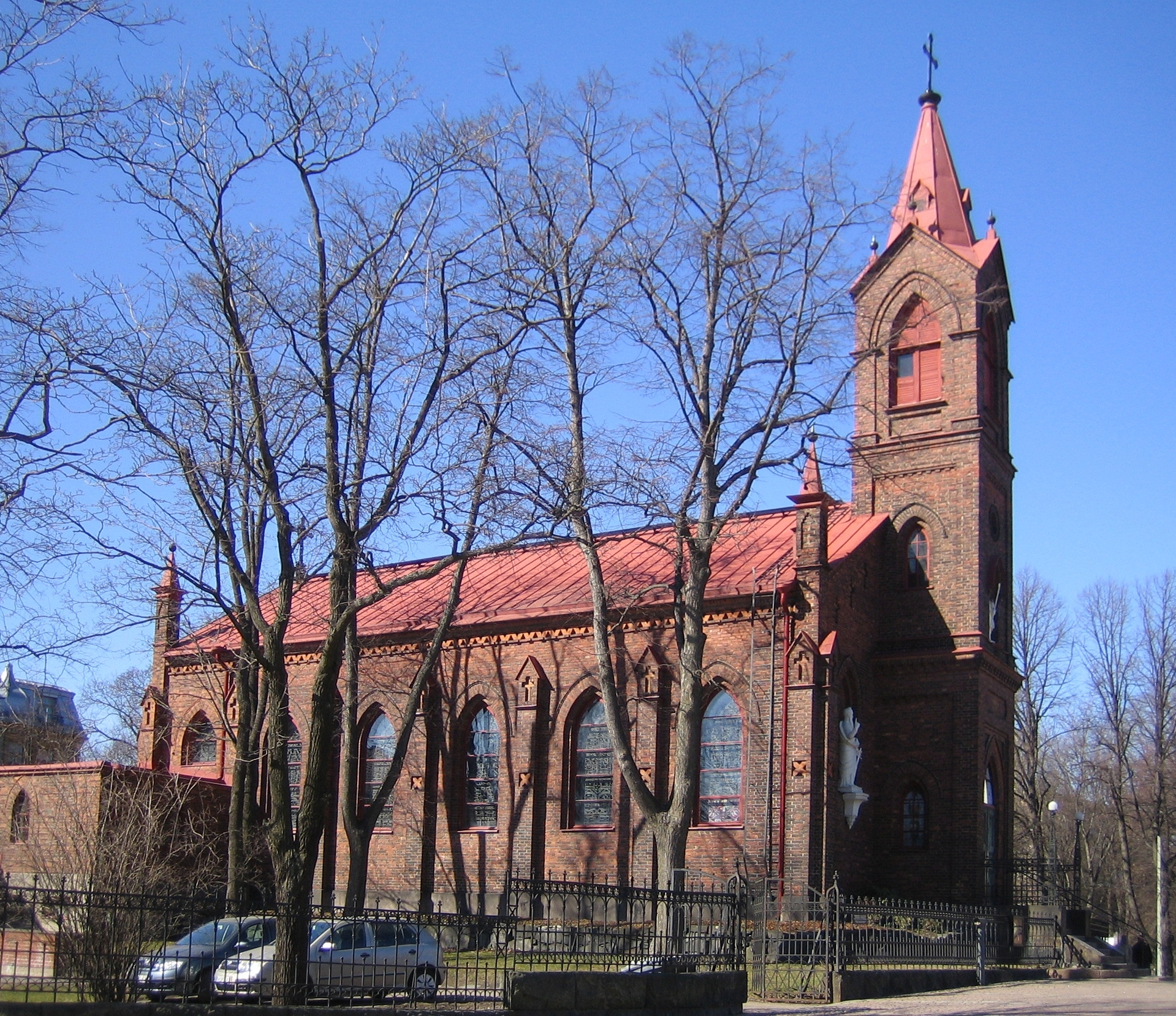
St Hendriks-kathedraal in Helsinki

De Katholieke Kerk in Finland maakt deel uit van de wereldwijde Rooms-Katholieke Kerk, onder het leiderschap van de paus en de Curie.
In Finland wonen ongeveer 11 500 katholieken en er zijn ongeveer 20 priesters en 40 religieuzen werkzaam.  Het gehele land vormt één diocees (bisdom). Aan het hoofd hiervan staat de bisschop van het bisdom Helsinki.
De Finnen werden tussen ca. 1150 en 1300 gekerstend. In de 16e eeuw koos Finland, als deel van Zweden, de kant van de Reformatie, waardoor het katholicisme in deze contreien bijna volledig verdween. In 1954 werd er weer een bisdom opgericht. Er zijn zeven plaatselijke parochies. Het belangrijkste kerkgebouw is de kathedraal in Helsinki (1860), gewijd aan Sint Hendrik van Uppsala.
Sinds 20 mei 2019 is het ambt van bisschop van Helsinki vacant, na het emeritaat van Teemu Sippo die de eerste rooms-katholieke bisschop van Finse origine was sinds de Reformatie. De laatste Finse bisschop voor hem was Arvid Kurki, die in 1522 overleed.
Apostolisch nuntius voor Finland is sinds 7 maart 2023 aartsbisschop Julio Murat, die tevens nuntius is voor Denemarken, Noorwegen, IJsland en Zweden.
Albanië · Andorra · Armenië · Azerbeidzjan · België · Bosnië en Herzegovina · Bulgarije · Cyprus · Denemarken · Duitsland · Estland · Finland · Frankrijk · Georgië · Griekenland · Groot-Brittannië · Hongarije · IJsland · Ierland · Italië · Kazachstan · Kroatië · Letland · Liechtenstein · Litouwen · Luxemburg · Malta · Moldavië · Monaco · Montenegro · Nederland · Noord-Macedonië · Noorwegen · Oekraïne · Oostenrijk · Polen · Portugal · Roemenië · Rusland · San Marino · Servië · Slovenië · Slowakije · Spanje · Tsjechië · Turkije · Vaticaanstad · Wit-Rusland · Zweden · Zwitserland